# 阿迪格自治州
阿迪格自治州是蘇聯克拉斯諾達爾邊疆區的一個自治州，1922年設立，1991年廢除。
阿迪格自治州於1922年7月27日在俄羅斯蘇維埃社會主義共和國境內建立，位於主要由阿迪格人定居的庫班州領土上。當時，克拉斯諾達爾是行政中心。1922年8月24日，它在創建後不久更名為阿迪格（切爾克斯）自治州。1924年10月24日，成為北高加索邊疆區的一部分。它於1928年7月更名為阿迪格自治州。1934年1月10日，自治州成為亞速黑海邊疆區的一部分，該邊疆區從北高加索邊疆區分離出來。邁科普指定為自治州的行政中心。
1962年4月28日，克拉斯諾達爾邊疆區的圖利斯卡亞區併入阿迪格自治州，自治州成為現在的模樣。
1991年7月3日，自治州升格為俄羅斯聯邦管轄下的共和國，更名為阿迪格共和國。
44°36′00″N 40°05′00″E / 44.6000°N 40.0833°E